# Агнонім
Агно́нім (від дав.-гр. ά — «не» + γνώσις — «знання» + όνομα, όνυμα — «ім'я») — лексична або фразеологічна одиниця мови, яка невідома, незрозуміла або малозрозуміла одному або багатьом  її носіям. Багато агнонімів є діалектними, спеціальними термінами або застарілими (архаїзмами), але деякі з них не мають у словниках стилістичної позначки і належать до нейтральної загальнолітературної лексики. Нерозуміння агнонімів може призвести до появи еративів.

## Приклади
| Агнонім           | Значення                                                  |
| ----------------- | --------------------------------------------------------- |
| обабок            | підберезник                                               |
| мавпяче хутро     | хутро нутрії з вискубаною остю                            |
| ость              | довге жорстке волосся в шерсті тварини                    |
| обичайка          | бічна частина порожнистого апарату, музичного інструмента |
| нічтоже сумняшеся | без коливань                                              |
| шаньга            | печений виріб у вигляді ватрушки або коржа                |